# Barilius barila
Barilius barila е вид лъчеперка от семейство Шаранови (Cyprinidae). Видът не е застрашен от изчезване.

## Разпространение
Разпространен е в Бангладеш, Индия, Китай (Юннан), Мианмар и Непал.

## Описание
На дължина достигат до 10 cm.